# Vaskos fásgereben
A vaskos fásgereben (Hydnellum compactum) a Bankeraceae családba tartozó, Európában elterjedt, lomberdőkben élő, nem ehető gombafaj. Egyéb elnevezései: vaskos gereben, merev parázsgereben.

## Megjelenése

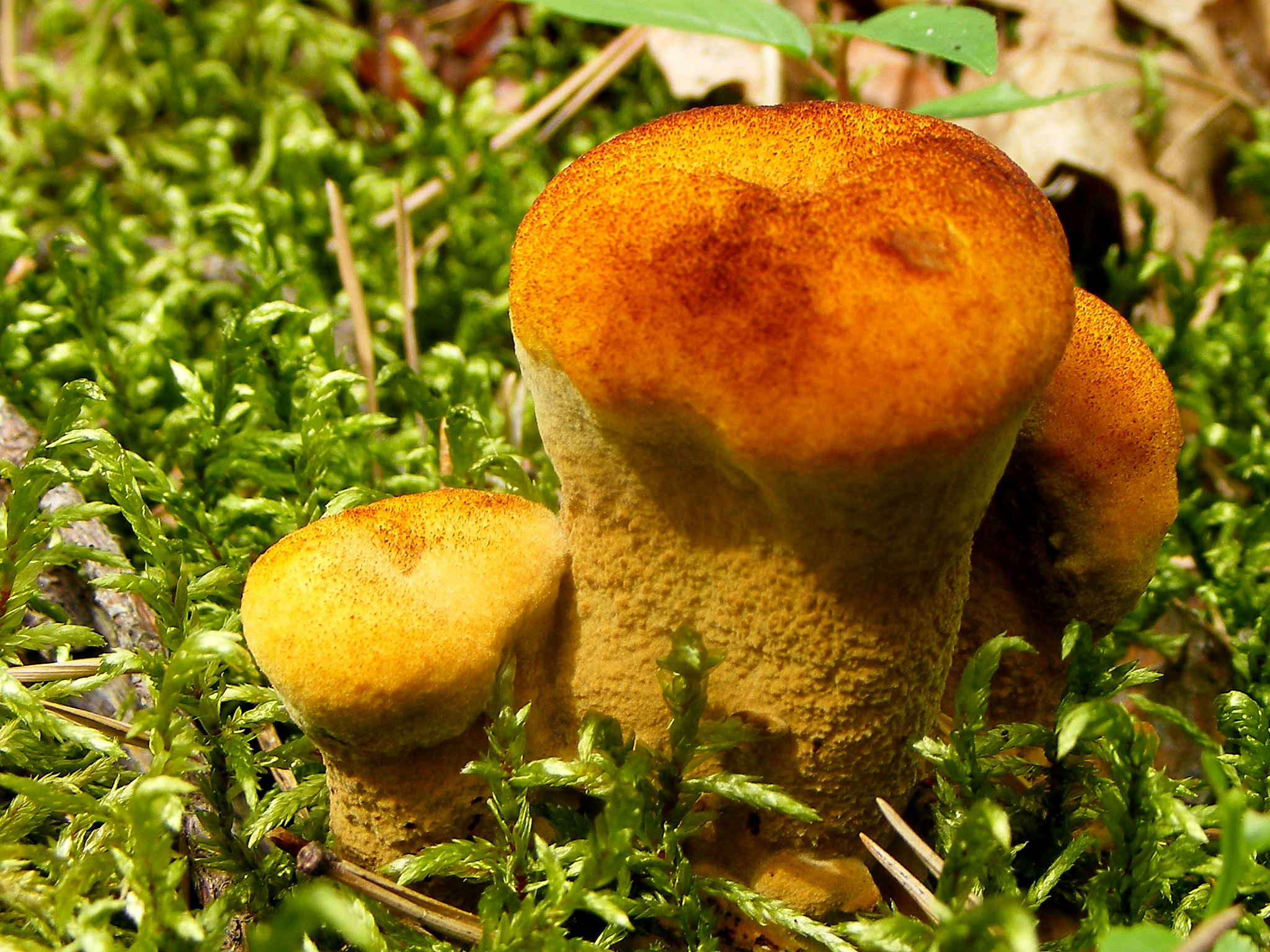
Fiatal példány

A vaskos fásgereben kalapja 3-10 cm széles, alakja fiatalon domború, majd laposan vagy középen benyomottan kiterül. Felszíne eleinte bársonyos-bolyhos, később sima. Színe fiatalon fehéres, szürkés, majd szürkésbarna, gyakran olív foltokkal; öregen feketés. Az egymás melletti termőtestek összenőhetnek, nagyobb telepeket hozva létre. 
Húsa szívós, parafaszerű; színe fehéres vagy szürkésbarna, zónázott. Szaga gyenge, lisztes; íze kesernyés. 
Termőrétege sűrűn tüskés, lefuthat a tönk felső részére is. A tüskék 3-5 mm hosszúak, színük eleinte fehéres, később sárgásokkeres vagy barna.
Tönkje 2-7 cm magas és 1-3 cm vastag. Alakja vaskos, hengeres, lefelé vékonyodó vagy szabálytalan, néha alig kifejlett. Felülete fiatalon bársonyos-molyhos, idősen sima. Színe a kalapéval megegyezik.
Spórapora barna. Spórája majdnem kerek vagy széles ovális, szabálytalanul dudoros, mérete 4,5-6 x 4-5,5 µm.

### Hasonló fajok
A bársonyos fásgereben, a sávos fásgereben, a tölcséres szagosgereben hasonlít hozzá. 

## Elterjedése és termőhelye
Európában honos. Ritka faj és mivel a tarvágást és a légszennyezést rosszul bírja, száma az utóbbi 50 évben mintegy 40%-kal csökkent.
Mészkerülő bükkösökben, tölgyesekben fordul elő. Nyáron és ősszel terem. 
Nem ehető.